# The Pretty Things
The Pretty Things è stato un gruppo rock inglese di Londra, considerato tra i principali esponenti musicali del movimento mod. Il nome del gruppo deriva dall'omonima canzone di Bo Diddley. Il loro stile, un R&B grezzo e diretto contaminato con il beat e la nascente psichedelica, ha influenzato molte importanti band degli anni sessanta, tra cui gli stessi Rolling Stones. Nel 1968 pubblicarono quella che è comunemente ritenuta la prima opera rock in assoluto, S.F. Sorrow.

## Storia
Dick Taylor insieme al compagno di studi Keith Richards e a Mick Jagger fondò un gruppo musicale, Little Boy Blue and the Blue Boys; quando Brian Jones entrò nel gruppo come chitarrista, Taylor passò al basso e mutarono il nome in Rolling Stones. Alcuni mesi più tardi Taylor lasciò il gruppo e incontrò Phil May con cui formò i Pretty Things. Taylor suonava la chitarra, mentre May era la voce principale e suonava l'armonica a bocca. I due ingaggiarono Brian Pendleton come secondo chitarrista, John Stax al basso e Pete Kitley alla batteria, in seguito rimpiazzato da Viv Broughton e da Viv Prince.
Nel 1970 pubblicarono Parachute. Nel 1971 Taylor abbandonò il gruppo.
Il gruppo venne riformato alla fine degli anni novanta, prima con un rifacimento della sua rock opera e poi con l'album Rage Before Beauty nel 1999, che contiene brani risalenti al 1981.
David Bowie ha reinterpretato due loro canzoni nell'album Pin Ups.

## Discografia

### Album

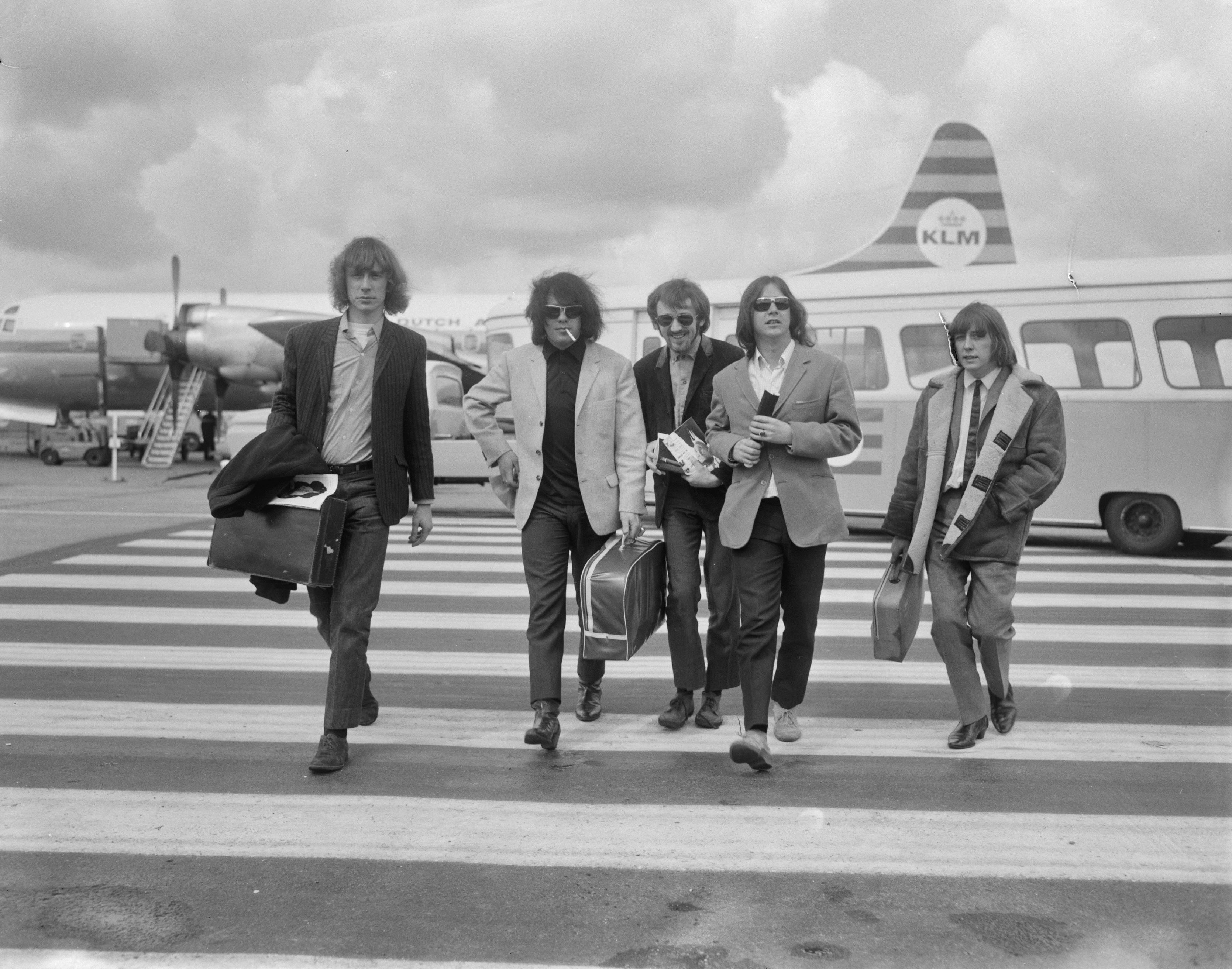
The Pretty Things (1965)

#### Album in studio
- 1965 - The Pretty Things
- 1965 - Get the Picture?
- 1967 - Emotions
- 1968 - S.F. Sorrow
- 1970 - Parachute
- 1972 - Freeway Madness
- 1974 - Silk Torpedo
- 1975 - Savage Eye
- 1980 - Cross Talk
- 1987 - Out of the Island
- 1995 - Unrepentant
- 1999 - Resurrection
- 1999 - Rage... Before Beauty
- 2007 - Balboa Island
- 2015 - The Sweet Pretty Things (Are in Bed Now, of Course...)
- 2020 - Bare as Bone, Bright as Blood

#### Compilation
- 1977 - The Singles A's & B's
- 2000 - Latest Writs, Greatest Hits
- 2002 - The Psychedelic Years

### Singoli
- 1964 - Rosalyn/Big Boss Man
- 1964 - Don't Bring Me Down/We'll Be Together
- 1965 - Honey, I Need/I Can Never Say
- 1965 - Cry to Me/Get a Buzz
- 1965 - Midnight to Six Man/Can't Stand the Pain
- 1966 - Come See Me/£. s. d.
- 1966 - A House in the Country/Me Needing You
- 1966 - Progress/Buzz the Jerk
- 1967 - Children/My Time
- 1967 - Defecting Grey/Mr. Evasion
- 1968 - Talkin' About the Good Times/Walking Through My Dreams
- 1968 - Private Sorrow (A Phase in the Life of S. F. Sorrow)/Balloon Burning (A Phase in the Life of S. F. Sorrow)
- 1969 - Rosalyn/Don't Bring Me Down
- 1970 - The Good Mr. Square/Blue Serge Blues
- 1970 - October 26/Cold Stone
- 1972 - Over the Moon/Havana Bound
- 1974 - Is It Only Love/Joey
- 1975 - I'm Keeping.../Atlanta
- 1975 - Joey/Bridge of God
- 1976 - Sad Eye/Remember that Boy
- 1976 - Tonight/It Isn't Rock 'n' Roll
- 1980 - I'm Calling/Sea of Blue
- 1980 - Falling Again/She Don't
- 1982 - Don't Bring Me Down/Honey I Need
- 1989 - Eve of Destruction/Goin' Downhill
- 1991 - Rosalyn/Big Boss Man
- 1991 - Don't Bring Me Down/We'll Be Together

### EP
- 1964 - The Pretty Things
- 1965 - Raining in My Heart (EP)
- 1966 - The Pretty Things on Film
- 1971 - Stone-Hearted Mama/Summertime/Circus Mind
- 2012 - Live in London
- 2018 - Live in Europe 1966-67

### Con lo pseudonimo Electric Banana

#### Album in studio
- 1967 - Electric Banana
- 1968 - More Electric Banana
- 1969 - Even More Electric Banana
- 1969 - The Electric Banana: Live at the Grand
- 1970 - Hot Licks
- 1978 - The Return Of The Electric Banana

#### Singoli
- 19748 - Do My Stuff/Take Me Home

### Come Pretty Things/Yardbird Blues Band

#### Album in studio
- 1991 - The Chicago Blues Tapes 1991
- 1992 - Wine Women Whiskey

## Accoglienza
Singoli in classifica
| Data  | Titolo                 | Classifica             | Classifica | Classifica     | Classifica |                                   |
| Data  | Titolo                 | Official Singles Chart | Australia  | Canada RPM 100 | Olanda     | Note                              |
| 1964  | Rosalyn                | #41                    | #67        |                |            | Pubblicato in Australia nel 1965. |
| 1964  | Don't Bring Me Down    | #10                    | #65        | #34            |            |                                   |
| 1965  | Honey I Need           | #13                    | #54        |                |            |                                   |
| 1965  | Cry To Me              | #28                    |            |                |            |                                   |
| 1966  | Midnight To Six Man    | #46                    | #62        |                |            |                                   |
| 1966  | Come See Me            | #43                    | #92        |                |            |                                   |
| 1966g | A House In The Country | #50                    | #63        |                |            |                                   |
| 1971  | October 26             |                        |            |                | #29        |                                   |